# Compsothrips baileyi
Compsothrips baileyi är en insektsart som först beskrevs av Ian A. Hood 1941.  Compsothrips baileyi ingår i släktet Compsothrips och familjen rörtripsar. Inga underarter finns listade i Catalogue of Life.